# قصاص
قصاص در لغت، اسم مصدر از ریشه «قصَّ یقُصُّ» به معنای پیگیری نمودن اثر چیزی است.
قصاص اصطلاح دو کلمه‌ای و مفهوم آن در جمله تغییر می‌یابد. قص، به معنای کوتاه و در جمله اگر منظور صبحت کردن باشد یعنی کوتاه کردن سخن، مختصر گفتن است.
اصل قصاص اساساً بر این اصل استوار است که شخص باید به اندازه جرمی که مرتکب شده مجازات شود. قصاص ابزاری تحلیلی بود که در جامعه عرب قبیله ای پیش از اسلام برای جلوگیری از خصومت های خونی یا جنگ های جاری در درگیری های بین قبیله ای استفاده می شد. قصاص به شرط برابری اجتماعی انجام می شد، با توجه به اینکه مقتول زن باشد، مرد، بی برده، نخبه یا عادی باشد، فردی از قبیله قاتل معادل کشته شده اعدام می شود. مثلاً فقط کنیز را می توان برای کنیز کشت و زن را برای زن.
اما در فعل سریع عمل کردن است. چون در اعصار گذشته در ارکان دولت‌ها و حکومت‌ها تعریفی از حبس یا زندان به‌شکل اصولی وجود نداشت لذا بهترین شکل احقاق حقوق، سریع مجازات کردن بود. مثل کسی که اگر پیش از ظهر فردی را به قتل می‌رساند، در صورت دستگیری تا غروب حکم قصاص، یعنی رسیدگی سریع انجام می‌شد چون محلی برای نگهداری یا بازداشت متهم وجود نداشت.
انواع قصاص
قصاص به دو قسم قصاص نَفْس و قصاص عضو تقسیم می‌شود. حکم قصاص از احکام مسلّم دین اسلام دانسته شده که آیاتی از قرآن، روایات متواتر و اجماع بر آن دلالت می‌کند.
تساوی در آزادبودن و بنده‌بودن، یکی‌بودن دین، بلوغ و عقل از شرایط تحقق قصاص است. اعتراف مجرم، شهادت دو مرد عادل از راه‌های اثبات قصاص بر شخص جانی است. قصاص، در کنار دیه، حَدّ و تعزیر، جزء چهار مجازات اصلیِ قانون مجازات اسلامی در جمهوری اسلامی ایران است. در فقه و حقوق قصاص مجازات مجرم به شکلی معمولاً مشابه جرم را گویند.

## احکام قصاص
قصاص یا نهادهایی شبیه به آن، درمیان جوامع انسانی بی‌سابقه نبوده‌است، حتی در قدیمی‌ترین قوانین بر جای مانده از تمدن‌های کهن شرقی و غربی، می‌توان نمونه‌هایی از «مقابله به مثل» را در نظام‌های کیفری پیدا کرد.
ویل دورانت در تاریخ تمدن می‌نویسد: در بسیاری از قبایل اولیه، کشته شدن شخص الف توسط شخص ب سبب می‌شد که فرزندان شخص الف یا دوستش ج، شخص ب را به قتل می‌رساندند و پس از آن ج را پسران ب یا دوستش د بکشند و این عمل تا آخر حروف الفبا ادامه پیدا می‌کرد.
اصل انتقام در تمام طول تاریخ حقوق و قانون وجود داشته و اثر آن در قانون قصاص حقوق روم، قوانین حمورابی و شریعت موسی (چشم در مقابل چشم) دیده می‌شود و به آسانی می‌توان تأثیر آن را در قوانین جزایی که امروزه در بعضی از کشورهاست را مشاهده کرد.

## موافقان
ادیان ابراهیمی عموماً بر این نحوه مجازات صحه گذاشته‌اند. اما قصاص در دو دین اصلی اسلام و یهودیت بیشتر مطرح است.
امروزه در برخی از کشورهای اسلامی خصوصاً عربستان و ایران قصاص به عنوان یک اصل قضایی پذیرفته شده‌است.
موافقان این نوع از مجازات به حق مظلوم بر قصاص و تأثیرات پیشگیرانهٔ آن اشاره می‌کنند؛ اما این برهان‌ها از طرف بسیاری پذیرفتنی نیست.
آن‌ها می‌گویند: اصل قانون قصاص موجب بازدارندگی از وقوع جرم می‌شود، چرا که اگر کسی بداند در مقابل هر جرمی که مرتکب شود، قصاص و مقابله‌ای به مثل خواهد داشت، از ارتکاب جرم دوری می‌کند.

## مخالفان
بسیاری دیگر نیز قصاص به مثل را نوعی مجازات بی‌رحمانه و سنتی می‌دانند که از دوران کهن بر جای مانده‌است. برخی شاهد می‌آورند که طی سالیان دراز در جوامعی که قصاص وجود داشته جرائم نیز رواج داشته‌است، پس عاملیت بازدارندگی قصاص اشتباه است.
برخی در جواب مدافعان نظریه عدالت گفته‌اند: قصاص به معنای واقعی که تساوی کامل بین جرم و مجازات است، جز در موارد بسیار نادر قابل تحقّق نیست، شرایط، اوضاع و احوال حاکم بر وقوع جرم، اعم از خصوصیّات مجرم، زمان وقوع جرم، مکان وقوع جرم، خصوصیّات مجنی‌علیه و سایر عوامل مؤثر در وقوع جرم که بدون تردید موجب شدّت و ضعف جرایم می‌شود، نوعاً به گونه‌ای است که نمی‌توان همه آن شرایط را در اعمال مجازات نیز رعایت نمود، بنابراین، قصاص هرگز نمی‌تواند از تمام جهات با جرم یک‌سان باشد.

## قصاص در حقوق کیفری ایران

### تاریخچه
حسن نزیه عضو نهضت آزادی در ۱۵ دی ماه ۱۳۵۷ با روح‌الله خمینی دیدار کرد و نظریات خود را پیرامون شورای سلطنت و نحوه انتقال قدرت و قانون برای وی بیان نمود.
وی در مورد وجود قصاص در قانون آینده با آیت الله خمینی بحث کرد:
نزیه : “آقا، امروز همه‌جا از ما سؤال می‌کنند شما دست دزد را خواهید برید؟”
خمینی: “شرایط مجازات در این قبیل موارد به قدری شدید است که اصلاً شاید دستی بریده نشود، ولی ایجاد ترسش برای خدمت به مردم است.”
نزیه: “ولی اگر در امریکا یا اروپا یا هر جای دنیا مقرراتی باشد که جایگزین آثار و نتایجی باشد که آقا انتظار دارید، باز هم دست می‌برید؟”
خمینی: “هرگز. شما بگردید، پیدا کنیم مقررات مناسب‌تر را. اجرا می‌کنیم.” … .»
در اوایل خرداد ۱۳۵۸ بحث بر سر چگونگی قانون اساسی بالا گرفت:
در خرداد ۱۳۶۰ هنگام تقدیم لایحه قصاص برگرفته از احکام شرع به مجلس جبهه ملی در اعلامیه‌ای چنین عنوان کرد:
... هموطنان شرافتمند مردم غیور و آزادیخواه ایران. در شرایطی که همه آزادیهای فردی و اجتماعی توسط هیأت حاکمه مستبد و انحصارگر زیر پا نهاده شده و استقلال مملکت در معرض خطرات جدی قرار دارد... و بالاخره در شرایطی که انقلاب بزرگ ملت را از کلیه هدفهای بنیادی خود منحرف کرده‌اند از شما دعوت می‌کنیم که ساعت ۴ بعد از ظهر روز دوشنبه بیست و پنجم خرداد ماه در گردهمایی و راهپیمایی جبهه ملی بانگ اعتراض خود را به گوش جهانیان برسانیم. و مردم را به راهپیمایی ضد سیاست‌های حاکمیت دعوت نمود. 
تظاهرات ۲۵ خرداد ۱۳۶۰ انجام شد که با درگیری‌هایی همراه بود. از صبح روز راهپیمایی  خمینی در برابر آن موضع گرفت و سران جبهه ملی را با فتوایی به ارتداد متهم ساخت.

### قصاص در قانون مجازات ایران
کتاب سوم قانون مجازات اسلامی ایران به‌طور کلی به قصاص اختصاص دارد و در ۹۰ ماده به جرایم و جنایات عمدی مستحق قصاص نفس و قصاص عضو می‌پردازد.
در مادهٔ ۱۴ این قانون قصاص این‌چنین تعریف شده‌است: «قصاص، کیفری است که جانی به آن محکوم می‌شود و باید با مجازات او برابر باشد.» از مواد ۲۰۴ به بعد این قانون، موجبات قصاص (قتل، قطع و جرح عمدی) بیان شده‌است
که برگردان نه‌چندان کاملی از کتب فقهی محسوب می‌شود.
«جرم قصاصی» در گفتار حقوقی ایران به جرایمی گفته می‌شود که مجازات آن‌ها قصاص است. این جرائم عبارتند از:
1. قتل عمد
2. قطع عضو عمد
3. زخمی نمودن عمد

### راه‌های اثبات قتل عمد که موجب قصاص می‌شود
بیشتر فقهای امامیه دو نوع قتل را عمدی دانسته و آن را موجب قصاص می‌دانند:
1. قتلی که با قصد انجام قتل باشد، چه وسیله کشتن غالباً کشنده باشد و چه نادرا کشنده باشد.
2. قتلی که با وسیله‌ای انجام شود که غالباً کشنده است، چه قاتل قصد کشتن داشته باشد و چه قصد قتل نداشته باشد، فقط مهم این است که قصد انجام کار را دارد.

این نظر مشهور بین فقهای امامیه است. سید روح‌الله خمینی در تحریرالوسیله، مسئله ۱، می‌نویسد که عمد محض به قصد کشتن به آنچه که می‌کشد ولو به ندرت و به صد فعلی که غالباً با آن کشته می‌شود، اگر چه قصد قتل را به آن ننماید، تحقق پیدا می‌کند.

اما بعضی از فقهای امامیه هم هستند که فقط حالت اول را قتل عمد می‌دانند. شیخ علی ریاحی نبی در پاسخ استفتایی نوشته‌است که عمد، تصمیم درونی است و آنچه از آیات و روایات معلوم می‌شود تأیید همین مطلب است و قتلی عمد است و مستحق قصاص که با قصد درونی باشد و اگر این قصد درونی اثبات نشد، قتل عمدی نیست و در نتیجه قصاص نداشته و فقط دیه دارد.